# Nana Mizuki Live Games x Academy
Albums de Nana Mizuki
Nana Clips 5
(2010) Nana Mizuki Live Grace -Orchestra-
(2011)
Nana Mizuki Live Games x Academy est la 14e vidéo musicale de la chanteuse et seiyū japonaise Nana Mizuki.

## Présentation
La vidéo sort au format DVD et Blu-ray le 22 décembre 2010 sous le label King Records. Le DVD Nana Mizuki Live Games x Academy -Red Side- atteint la 27e place du classement de l'Oricon et reste classé pendant quatre semaines tandis que le DVD Nana Mizuki Live Games x Academy -Blue Side- arrive 26e.
Ils contiennent deux concerts, le Nana Mizuki Live Academy 2010 et le Nana Mizuki Live Games 2010. Le premier concert version RED contient 41 pistes tandis que la version BLUE en a 44. Le deuxième concert version RED contient 40 pistes tandis que la version BLUE en a 41.

## Liste des titres
NANA MIZUKI LIVE GAMES 2010
Disque 1 -RED STAGE-
1. Opening (OPENING)
2. Orchestral Fantasia
3. Dragonia (DRAGONIA)
4. Wild Eyes (WILD EYES)
5. MC 1
6. What cheer?
7. Scoop Scope (SCOOP SCOPE)
8. Panorama (パノラマ-Panorama-)
9. Cherry Boys Showcase (CHERRY BOYS SHOWCASE)
10. Young Alive!
11. Rush & Dash! (RUSH & DASH!)
12. MC 2
13. Natsu Koi Moyou (夏恋模様)
14. ray of change
15. Replay Machine -custom- (リプレイマシン -custom-)
16. Team Yo-Da Showcase「Dancing Heroines」 (TEAM YO-DA SHOWCASE「DANCING HEROINES」)
17. Power Gate (POWER GATE)
18. MC 3
19. Heart Catch Paradise (ハートキャッチ☆パラダイス)
20. MC4
21. Discotheque (DISCOTHEQUE)
22. Short Movie「Time To Next Arcadia」 (SHORT MOVIE「TIME TO NEXT ARCADIA」)
23. Next Arcadia (NEXT ARCADIA)
24. MC5
25. Eternal Blaze (ETERNAL BLAZE)
26. Be Ready! (BE READY!)
27. Band Battle「Cheribo Music Fight」 (BAND BATTLE「CHERIBO MUSIC FIGHT」)
28. Mysterion (ミュステリオン)
29. Etsuraku Camellia (悦楽カメリア)
30. Unchain∞World (UNCHAIN∞WORLD)
31. MC 6
32. Silent Bible
33. Koi no Yokushiryoku -type EXCITER- (恋の抑止力-type EXCITER-)
34. MC 7
35. Dancing in the velvet moon
36. Astrogation
37. MC 8
38. Hoshizora to tsuki to hanabi no shita (星空と月と花火の下)
39. Line up (LINE UP)
40. End Roll
41. Special Feature
  1. Making of live Games
  2. Live Games Commentaire Audio

Disque 2 -BLUE STAGE-
1. Opening (OPENING)
2. Orchestral Fantasia
3. Dragonia (DRAGONIA)
4. Seven (SEVEN)
5. MC 1
6. What cheer?
7. Scoop Scope (SCOOP SCOPE)
8. Late Summer Tale
9. Cherry Boys Showcase (CHERRY BOYS SHOWCASE)
10. Young Alive!
11. Jet Park (JET PARK)
12. MC 2
13. Natsu Koi Moyou (夏恋模様)
14. ray of change
15. Nocturne-revision-
16. Team Yo-Da Showcase「Dancing Heroines」 (TEAM YO-DA SHOWCASE「DANCING HEROINES」)
17. Power Gate (POWER GATE)
18. MC 3
19. Heart Catch Paradise (ハートキャッチ☆パラダイス)
20. MC4
21. Discotheque (DISCOTHEQUE)
22. Short Movie「Time To Next Arcadia」 (SHORT MOVIE「TIME TO NEXT ARCADIA」)
23. Next Arcadia (NEXT ARCADIA)
24. MC5
25. Secret Ambition (SECRET AMBITION)
26. Protection (PROTECTION)
27. Band Battle「Cheribo Music Fight」 (BAND BATTLE「CHERIBO MUSIC FIGHT」)
28. Mysterion (ミュステリオン)
29. Pray
30. Don't be long
31. MC 6
32. Phantom Minds (PHANTOM MINDS)
33. Koi no Yokushiryoku -type EXCITER- (恋の抑止力-type EXCITER-)
34. MC 7
35. Chronicle of sky
36. Aoki Hikari no Hate-ULTIMATE MODE- (蒼き光の果て-ULTIMATE MODE-)
37. MC 8
38. Eternal Blaze (ETERNAL BLAZE)
39. Line up (LINE UP)
40. MC 9
41. 7gatsu7ka (7月7日)
42. Extra Time (EXTRA TIME)
43. End Roll
44. Special Feature
  1. Making of live Games
  2. Live Games Commentaire Audio

NANA MIZUKI LIVE ACADEMY 2010
Disque 1 -RED STAGE-
1. Opening (OPENING)
2. Super Generation (SUPER GENERATION)
3. You have a dream
4. Discotheque (DISCOTHEQUE)
5. MC 1
6. Mr. Bunny!
7. Aoi Iro (アオイイロ)
8. Cosmic Love (COSMIC LOVE)
9. Cherry Boys Showcase (CHERRY BOYS SHOWCASE)
10. Unchain∞World (UNCHAIN∞WORLD)
11. Don't be long
12. Mugen (夢幻)
13. MC 2
14. Shin'ai (深愛)
15. Phantom Minds (PHANTOM MINDS)
16. Team Yo-Da Showcase (TEAM YO-DA SHOWCASE)
17. Dear Dream
18. MC3
19. Desire -Jounetsu- (DESIRE -情熱-)
20. Choreography Course (振付講座)
21. Jump! (JUMP!)
22. Power Gate (POWER GATE)
23. Violon & Sax Showcase (VIOLIN & SAX SHOWCASE)
24. Etsuraku no Camelia (天空のカナリア)
25. Silent Bible
26. MC 4
27. Eternal Blaze (ETERNAL BLAZE)
28. Tears' Night
29. Inside of mind
30. Gimmick Game
31. Song Communication
32. MC 5
33. Stories (STORIES)
34. MC 6
35. Transmigration (TRANSMIGRATION)
36. Line up (LINE UP)
37. MC 7
38. Tsugazakura (つがざくら)
39. End Roll
40. Special Feature
  1. Making Of Live Academy
  2. Short Movie Ephemeral Story

Disque 2 -BLUE STAGE-
1. Opening (OPENING)
2. Super Generation (SUPER GENERATION)
3. You have a dream
4. Discotheque (DISCOTHEQUE)
5. MC 1
6. Mr. Bunny!
7. Juliet (ジュリエット)
8. Cosmic Love (COSMIC LOVE)
9. Cherry Boys Showcase (CHERRY BOYS SHOWCASE)
10. Unchain∞World (UNCHAIN∞WORLD)
11. Don't be long
12. Mugen (夢幻)
13. MC 2
14. Shin'ai (深愛)
15. Phantom Minds (PHANTOM MINDS)
16. Team Yo-Da Showcase (TEAM YO-DA SHOWCASE)
17. Dear Dream
18. MC3
19. MUGO・n… Iroppoi (MUGO・ん…色っぽい)
20. Choreography Course (振付講座)
21. Jump! (JUMP!)
22. Power Gate (POWER GATE)
23. Violon & Sax Showcase (VIOLIN & SAX SHOWCASE)
24. Etsuraku no Camelia (天空のカナリア)
25. Silent Bible
26. MC 4
27. Eternal Blaze (ETERNAL BLAZE)
28. Tears' Night
29. Astrogation
30. Gimmick Game
31. Song Communication
32. MC 5
33. Stories (STORIES)
34. MC 6
35. Transmigration (TRANSMIGRATION)
36. MC 7
37. MC 8
38. New Sensation
39. Line up (LINE UP)
40. End Roll
41. Special Feature
  1. Making Of Live Academy
  2. Short Movie Ephemeral Story